# Солович Олег Михайлович
Олег Михайлович Солович (нар. 27 вересня 1991) — український футболіст, захисник фейкового кримського клубу «Севастополь».

## Життєпис
Виховувався у сім'ї флотського офіцера. У дитячо-юнацькій футбольній лізі України виступав за «Севастополь-СДЮШОР-5» (2005—2008). Перший тренер – Олег Лещинський. Одного разу викликався до розташування юнацької збірної України (U-17).
На професіональному рівні дебютував 2012 року в складі «Севастополя-2» у Другій лізі України. Згодом виступав за дубль «Севастополя» у молодіжній першості, але в основному складі команди так і не зіграв. 2011 року грав в оренді за армянський «Титан» у Першій лізі.
Влітку 2012 року перейшов до ризької «Даугави». У чемпіонаті Латвії дебютував 28 липня 2012 року у грі проти команди «МЕТТА/Латвійський університет» (1:1). По завершенні сезону 2012 року, в якому «Даугава» виборювала «виживання», покинув ризький колектив. Після цього грав у Другій лізі України за новокахівську «Енергію», а 2014 року на один сезон повернувся до «Даугави». У складі команди взяв участь у матчі кваліфікації Ліги Європи проти шотландського «Абердина» (0:3).
У 2015 році приєднався до фейкового севастопольського СКЧФ, який став переможцем Всекримського турніру. Першу половину сезону 2015/16 року відіграв в оренді у «Кафі» (Феодосія), після чого повернувся в стан севастопольської команди. У складі «Севастополя» двічі ставав переможцем так званої «Прем'єр-ліги КФС» та один раз – «Суперкубку КФС».